# Norbert Ralph Maisel

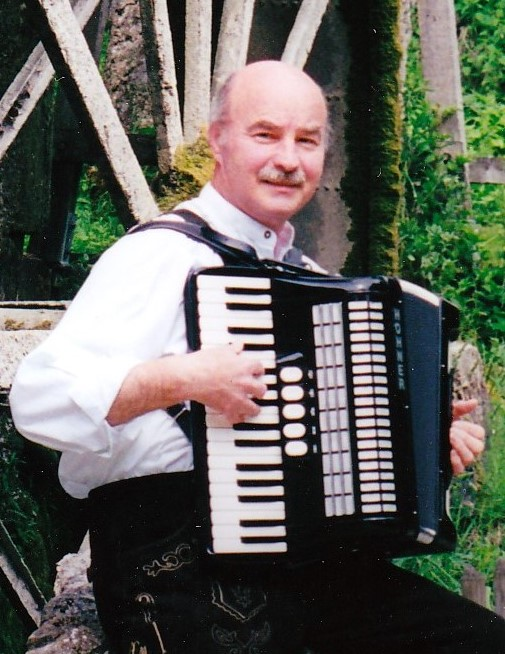
Norbert Ralph Maisel

Norbert Ralph Maisel (* 7. Januar 1950 in Mistelbach) ist ein deutscher Musiker, Komponist, Texter, Arrangeur und Buchautor.

## Leben
Nach Ausbildung zum Bauzeichner, arbeitete Maisel als Bautechniker in einem Ingenieurbüro. Von 1960 bis 1964 erlernte er Akkordeon. Als Autodidakt brachte er sich noch das Bass-, Keyboard-, Schlagzeug- und Gitarrenspiel bei.
Von 1965 bis 1985 spielte er als Hobbymusiker in verschiedenen Tanzmusik-, Hardrock-, Soul- und Volksmusikgruppen. 1985 wechselte Maisel ins Profilager und spielte unter dem Künstlernamen Nobby in Begleitbands von verschiedenen Künstlern, wie z. B. Roy Black, Chris Roberts, Bata Illic, Ingrid Peters.
In seinem Musikstudio in Mistelbach begann er 1986 zu komponieren, texten und arrangieren und schrieb Werke für andere Musik- und Blasmusikgruppen.
1990/91 gründete er seine eigene Musikgruppe Die Schlawiner, welche auch in Rundfunk und Fernsehen zu Gast waren. Er komponiert und textet, schreibt seine Bücher in Mundart und in Hochdeutsch, Theaterstücke und sonstige Publikationen. Er produzierte 104 CDs mit Liedern in fränkischer Mundart und in Hochdeutsch, mit Volksmusik, Schlager und lateinamerikanischen Rhythmen und 91 verschiedene Bücher im Eigenverlag.
Seit 2015 ist er Mitglied im Kulmbacher Literaturverein. Alle Werke von Maisel sind in der Forschungsstelle für fränkische Volksmusik archiviert.
Er lebt mit seiner Familie in Mistelbach.

## Werke (Auswahl)

### Mundartbände (Gedichte)
- A scheens Gwaaf (2009), in fränkischer Mundart, ISBN 978-3-940911-69-8
- Doo schau hea, a Zeich gibt’s (2013), in fränkischer Mundart, ISBN 978-3-940911-79-7

### Noten & Mundartbände
- Lieder in fränkischer Mundart, Vol. 1 & 2 bis 19 & 20 (1990–1994) ISBN 3-925170-25-1 und ISBN 3-925170-24-3
- Schlawiner Werdshausliedla, Vol. 1–4 (2014–2019), ISBN 978-3-940911-83-4

### Hochdeutsch
- Nobby´s Erzählungen (2016), ISBN 978-3-940911-72-8.

### Theaterstücke in fränkischer Mundart
- Das gestohlene Herz (2011)
- Der salomonische Spruch (2012)
- Agentur Herzilein (2013)
- Lustich is dess Rentnaleem (2014)
- A scheene Bescherung (2015)
- Der Teufel im Himmel (2016)